# ارين هولواي
ارين هولواي (بالإنجليزية: Warren Holloway)‏ هو لاعب كرة قدم أمريكية أمريكي، ولد في 24 مارس 1982.